# John Dick (Fußballspieler, 1877)
John Dick (* 29. Januar 1877 in Eaglesham, Schottland; † 14. September 1932 in Welling) war ein schottischer Fußballspieler und -trainer. Der Großteil seiner Spielkarriere verbrachte der Mittelläufer bei Woolwich Arsenal. Von 1920 bis 1923 und erneut von 1927 bis 1931 trainiert der Schotte Sparta Prag.

## Spielerkarriere
Dick spielte bis 1898 beim Airdrieonians FC und wechselte anschließend zum Londoner Klub Woolwich Arsenal. Sein Debüt für die Gunners gab der Mittelläufer am 3. September 1898 in der Second Division gegen Luton Town. In der ersten Saison bei Arsenal verpasste Dick nur vier Ligaspiele. In den nächsten sechs Jahren war immer Stammspieler.
In der Saison 1903/04 stieg er mit Arsenal in die First Division auf, in dieser Zeit war er Kapitän der Mannschaft. Dick war einer der ersten Arsenal-Spieler, die 200 Begegnungen für den Klub auf dem Konto hatten.
Nach und nach verlor Dick seinen Stammplatz an John Bigden und spielte fortan hauptsächlich für die Reservemannschaft. Noch bis 1912 kam er jedoch sporadisch in der ersten Mannschaft zum Einsatz.

## Trainerkarriere
Nach seiner Spielerkarriere siedelte Dick auf das europäische Festland über und trainierte dort zunächst den Deutschen Fußball-Club Prag. Dies war nicht seine einzige Station in Prag. Der Schotte trainierte in den Jahren 1920 bis 1923 und von 1927 bis 1931 auch die Mannschaft von Sparta Prag.
Unter der Leitung von John Dick gewann Sparta die Meisterschaften 1921, 1922 und 1923. Auch im Pokalwettbewerb 1923 war die Mannschaft siegreich. Während seiner zweiten Amtszeit gewann Sparta 1931 den mittelböhmischen Pokal. 1927 erreichte das Team das Endspiel des erstmals ausgetragenen Mitropacups, wo man den SK Rapid Wien bezwang. 1930 erreichte man abermals das Finale, musste man sich aber diesmal demselben Gegner geschlagen geben.